# Cymothoa hermani
Cymothoa hermani is een pissebeddensoort uit de familie van de Cymothoidae. De wetenschappelijke naam van de soort is voor het eerst geldig gepubliceerd in 2011 door Hadfield, Bruce & Smit.